# Gabriel de Toledo Piza
Gabriel de Toledo Piza e Almeida (Porto Feliz, 26 de setembro de 1851 — São Paulo, 1925) foi um proprietário rural, empresário, diplomata e político brasileiro.
Foi deputado provincial em São Paulo nas legislaturas de 1882 e 1887. Republicano convicto, participou da Convenção de Itu. Foi também embaixador do Brasil em Berlim e Paris.